# ويليام مكاي
ويليام مكاي (بالإنجليزية: William McKay)‏ هو سياسي كندي، ولد في 11 سبتمبر 1847، وتوفي في 8 نوفمبر 1915. انتخب عضو مجلس الشيوخ الكندي وانتخب عضو مجلس نواب نوفا سكوتيا.